# Джорджия-авеню — Пэтворс

Джорджия-авеню — Пэтворс (англ. Georgia Avenue – Petworth) — подземная пересадочная станция Вашингтонгского метро на Жёлтой и Зелёной линиях. Она представлена одной островной платформой. Станция обслуживается Washington Metropolitan Area Transit Authority. Расположена на границе районов Сикстин-стрит-Хайтс, Пэтворс и Парк-Вью на пересечении Джорджия-авеню и Нью-Хэмпшир-авеню, Северо-Западный квадрант Вашингтона. Пассажиропоток — 1.953 млн. (на 2012 год).
Станция была открыта 18 сентября 1999 года.
Открытие станции было совмещено с открытием ещё одной станции — Коламбия-Хайтс. Зелёной линией станция обслуживается постоянно. С 2006 года Жёлтая линия обслуживает станцию только в не часы пик и в выходные дни, а также такие станции: Шоу — Ховард-юниверсити, Ю-стрит, Коламбия-Хайтс и Форт-Тоттен.